# 996

## Esdeveniments
- 8 de maig - Roma: Gregori V és escollit papa.
- 21 de maig - Roma: Otó III és coronat emperador del Sacre Imperi Romanogermànic.
- Primera menció per escrit d'Àustria.
- Primera descripció anatòmica de l'ull per part dels àrabs.

## Necrològiques
- 24 d'octubre - Les Juif, prop de Chartres (Regne de França): Hug Capet, monarca francès.
- Abril - Roma: Joan XV, Papa de Roma.